# Ramsès VIII
Ramsès VIII (Sethherkhépeshef Méryamon) est le septième pharaon de la XXe dynastie du Nouvel Empire d'Égypte antique vers 1128 à 1125 AEC. Il succède à Ramsès VII qui est peut-être un neveu et a pour héritier Ramsès IX qui est peut-être un neveu d'un autre frère. Il est le souverain le plus obscur de cette dynastie. 

## Généalogie
Son origine exacte reste encore sujette à discussion entre les spécialistes. Pour certains égyptologues, dont Nicolas Grimal, il est le fils de Ramsès III et de la reine Tiyi. Pour d'autres, il est le petit-fils de celui-ci, par un de ses deux fils, soit le prince Pentaour (le nom de la mère est inconnu), soit, comme le propose Christian Leblanc, le prince Sethherkhépeshef (le nom de la mère est aussi inconnu) et il aurait porté le même nom que son père. Cette hypothèse de Leblanc vient de la représentation des défilés de princes à Médinet Habou, Sethherkhépeshef y est représenté en quatrième place. Il est représenté sur l'Ostracon du prince Séthiherkhépeshef au Musée égyptologique de Turin. Pour Pierre Grandet, il est le prince Sethherkhépeshef, fils de Ramsès III.

## Règne
Pratiquement rien n'est connu de son règne. Il n'était pas appelé à régner mais à la mort de Ramsès VII, il était peut-être alors le seul fils encore vivant de Ramsès III, dont il serait finalement le troisième (après Ramsès IV et Ramsès VI) et dernier à monter sur le trône d'Horus. Probablement très âgé à son avènement, il ne règne alors que brièvement. Il fait modifier sa représentation sur la liste des princes dans le temple des millions d'années de Ramsès III à Médinet Habou, y ajoutant un uræus et ses cartouches. Peu de témoignages de son règne existent, corroborant l'impression d'un règne éphémère.
Une stèle trouvée en Abydos dédiée par Hori, scribe du roi, représente le souverain en adoration devant les divinités de la région ainsi que devant le dieu de Mendès, cité d'origine du dignitaire. Il prie les dieux d'accorder au roi de nombreuses fête-Sed,. Cette stèle est conservée au Musée égyptien de Berlin. Une inscription dans la tombe du dignitaire Kynebou (TT113) mentionne l'an I, le premier mois de Peret, le deuxième jour, date du règne du roi la plus élevée connue à ce jour. Des plaquettes en faïence d'origine inconnue portent également ses cartouches. 
Après ce règne éphémère qui dura apparemment un peu plus d'une année, Ramsès VIII laisse sa place à Ramsès IX, qui serait le fils de Montouherkhépeshef, lui-même étant un autre fils de Ramsès III.

## Sépulture
Sa tombe est la seule, de tous les pharaons de la XXe dynastie, à ne pas avoir été retrouvée dans la vallée des Rois. Certains égyptologues pensent que la tombe KV19, attribuée au prince Montouherkhépeshef fils de Ramsès IX, avait été creusée à l'origine pour Ramsès VIII. D'autres cherchent toujours sa tombe dans la vallée des Rois. Cette tombe, si elle est découverte, serait la soixante-cinquième tombe de la nécropole royale de Thèbes.
La tombe QV43 de la Vallée des Reines a été construite pour le prince Sethherképeshef, fils de Ramsès III, mais elle n'a jamais été utilisée. S'il s'agit bien de la même personne que le roi Ramsès VIII, alors cela expliquerait le fait que la tombe est restée inoccupée.